# Plumularia australiensis
Plumularia australiensis är en nässeldjursart som beskrevs av Watson 1973. Plumularia australiensis ingår i släktet Plumularia och familjen Plumulariidae. Inga underarter finns listade i Catalogue of Life.